# پل واسکو دو گاما
پل واسکو دو گاما (به پرتغالی: Ponte Vasco da Gama) از انواع پل‌های کابلی است. این پل در شمال شهر لیسبون قرار دارد. پل واسکو دو گاما دو شهر ساکاوم و آلکوشت را به هم متّصل می‌کند. آرماندو ریتو طراح این پل /۱۲٫۳/ کیلومتری است. پل از نوع دره گذر (Viaducts) و کابلی می‌باشد. عرض این پل ۳۰ و بلندای آن ۱۵۵ متر می‌باشد. این پل که در ۱۹۹۸ و دو ماه پیش از برگزاری اکسپو ۱۹۹۸ آماده شد، درازترین پل در اتحادیه اروپا است. نامگذاری این پل، به افتخار پانصدمین سال کشف راه دریایی نو از اروپا به هند توسط واسکو دو گاما، انجام شد. 